# Астерикс на Олимпијади
Астерикс на Олимпијади (фр. Astérix aux Jeux olympiques) француска је филмска комедија из 2008. године. Режију потписују Фредерик Форестије и Тома Лангман, по франшизи Астерикс Ренеа Госинија и Албера Идерзоа. Наставак је филма Астерикс и Обеликс: Мисија Клеопатра (2002) и трећи део филмског серијала Астерикс.
Снимање се одвијало током 2006. године у Шпанији. У време приказивања, био је најскупљи филм на француском и неенглеском језику свих времена. Добио је негаивне рецензије критичара, али остварио комерцијални успех у неколико европских држава.

## Радња
Астерикс и Обеликс морају да победе на Олимпијским играма да би помогли заљубљеном сељану да се ожени грчком принцезом Ирином. Истовремено, Брут се труди да победи са својом екипом не би ли уклонио Јулија Цезара.

## Улоге
| Глумац          | Улога             |
| --------------- | ----------------- |
| Кловис Корнијак | Астерикс          |
| Жерар Депардје  | Обеликс           |
| Беноа Пулворде  | Марко Јуније Брут |
| Ален Делон      | Гај Јулије Цезар  |